# Mezőtúr (distrikt)
Mezőtúr är ett distrikt i Ungern. Det ligger i provinsen Jász-Nagykun-Szolnok, i den centrala delen av landet, 130 km öster om huvudstaden Budapest.